# Макон (округ)
Макон (фр. Mâcon) — округ (фр. Arrondissement) во Франции, один из округов в регионе Бургундия. Департамент округа — Сона и Луара. Супрефектура — Макон.
Население округа на 2006 год составляло 110 229 человек. Плотность населения составляет 92 чел./км². Площадь округа составляет всего 1200 км².